# منوبیر
منوبیر (به انگلیسی: Manorbier) یک منطقهٔ مسکونی در بریتانیا است که در پمبروکشر واقع شده‌است. منوبیر ۱٬۳۲۷ نفر جمعیت دارد.